# Gustavo Nielsen
Gustavo Nielsen (Buenos Aires, 1962) es un escritor, dibujante y arquitecto argentino. En el año 2010, ganó el Premio Clarín por su séptima novela, La otra playa (2010).

## Biografía
Gustavo Nielsen comenzó escribiendo relatos, que pronto obtuvieron reconocimiento: así, los que integran el libro Playa quemada y Marvin ganaron premios en la Bienal de Arte Joven y en un concurso municipal.
En 1997 quedó finalista en el Premio Planeta Argentina, que fue otorgado a Ricardo Piglia por su novela Plata quemada. Ante esto,  Nielsen demandó a Planeta por el hecho de que Piglia se encontraba vinculado con la editorial. Aunque nunca se puso en duda la calidad de la novela premiada, los tribunales fallaron a favor de Nielsen en 2005.
Además de los citados, ha recibido numerosos galardones, entre los que destaca el Premio Clarín de Novela 2010 por La otra playa.
Nielsen escribe en el suplemento Radar de Página/12 y tiene una columna semanal, Milanesa napolitana, en el Suplemento Literario Télam; además, lleva los blogs: Milanesa con papas y Mandarina.
Como arquitecto ha realizado obras en Buenos Aires, Córdoba, San Luis y Montevideo. Su Galponestudio, en el barrio de Chacarita, ha ganado varios premios y lo comparte desde  2008 con los arquitectos Ramiro Gallardo y Max Zolkwer.

## Vida personal
Nielsen gusta de jugar al ping-pong.Durante la pandemia de COVID-19 en Argentina, su madre falleció. Ha ilustrado él mismo las portadas de sus libros. Admira y ha leído a autores como Patricia Highsmith, J. D. Salinger, Raymond Carver, Horacio Quiroga, Flannery O'Connor y Juan Carlos Onetti.

## Obra

### Novela
- Playa quemada (1994, Alfaguara)
- La flor azteca (1997, Planeta)
- El amor enfermo (2000, Alfaguara)
- Los monstruos del riachuelo (2002, Alfaguara Infantil, en colaboración con Ana María Shua)
- Auschwitz (2004, Alfaguara)
- El corazón de Doli (2010, El Ateneo)
- La otra playa (2010, Alfaguara)

### Cuento
- Playa quemada (1994, Alfaguara)
- Marvin (2004, Alfaguara)
- Adiós, Bob (2006, H. Kliczkowski)
- La fe ciega (2009, Páginas de Espuma)
- fff (2023, Aurelia Rivera)
- Adentro y afuera por los Fogwills (2023, La Conjura)

## Premios
- Primer Premio en la Bienal de Arte Joven 1989 por Playa quemada
- Primer Premio Municipal de Literatura Bienio 1998/1999 (Buenos Aires) por Marvin, libro de relatos que sería publicado en 2004
- Finalista del Premio Planeta Argentina 1997 con La flor azteca
- Finalista del Premio Planeta Argentina 2000 con El amor enfermo
- Primer Premio Antorchas 2003 por Auschwitz
- 2010: Premio Clarín de Novela por La otra playa[3]